# Кутин (село)
Ку́тин — село в Україні, у Локницькій сільській громаді Вараського району Рівненської області.
Населення становить до 500 осіб.

## Опис
Місцеві жителі говорять переважно на так званому західнополіському говорі української мови.
Через село протікає річка Веселуха та пролягають автошляхи Зарічне — Любешів та Зарічне — Нобель.
Село межує з селами Любинь, Заозер'я, Задовже, Кутинок, що раніше входили до складу Кутинської сільської ради, а також із селами Храпин, Кухче та Нобель.
У Кутині є загальноосвітня школа, дільнична лікарня, будинок культури, пошта, церква, бібліотека, аптека, ветеринарний пункт, три магазини продуктових і три промислових товарів, стадіон.
Перша згадка про село належить до 1522 року.
В роки Другої світової війни 43 жителі воювали в лавах Червоної армії, 27 з них загинуло, 17 нагороджені орденами й медалями. Під час проведення АТО 4 жителів села було мобілізовано до лав ЗСУ.

## Історія
Є версія, що «село побудували в куті, де сходяться дві річки: Веселуха і її притока».
За Андрусівським договором 1667 року майже вся Правобережна Україна, у тому числі і Рівненщина, увійшла до складу Польщі. Протягом 1793—1795 років ці землі були складовою частиною Російської імперії. За даними польських джерел, село Кутин входило до Пінського повіту Мінської губернії. На той час тут проживало 76 мешканців. Поселення займає 315 десятин землі. Частина її знаходиться у власності Колба, частина — у вільних людей.
1908 року в селі було відкрито церковно-приходську школу. Навчання велося російською мовою. У школі вивчали Закон Божий. До школи приходили діти з найближчих сіл: Задовжа, Заозір'я, Любиня, Кутинка.
Під час Першої світової війни через село проходить лінія фронту. Селяни змушені були залишити село. Біженці жили у Муравині, Серниках. Повернулися вони 1916 року. Село було повністю спалене, залишилася одна церква. Люди почали будувати нові домівки.
1921 року село увійшло до складу Пінського повіту Брестського воєводства. Панський маєток «Плянта» заселили польські сім'ї. Сільські жителі проходили військову службу у війську польському. Початкова школа знаходилась у невеличкому приватному приміщенні, де вчили Закон Божий, польську мову, арифметику, музику, історію.
У вересні 1939 року під час вторгнення СРСР до Польщі село було окуповане радянською владою. Було конфісковано панську землю, худобу, майно.

### В складі СРСР
На початку 50-х років була відкрита Кутинська восьмирічна школа. Навчання велося українською мовою. На початку 70-х років розпочато будівництво нового двоповерхового приміщення Кутинської восьмирічної школи I—II ступенів. 1 жовтня 1977 року було відкрито нову школу. До 1993 року вона виконувала функції восьмирічки. З 1 вересня 1993 року школа була реорганізована в середню.
Стару Михайлівську церкву в Кутині було побудовано у шістдесятих роках XIX століття, а рівно через сто років село залишив останній священик. У 70-х роках ХХ ст. церкву розвалили. Від старої церкви залишився один двін. Він — єдиний із усього церковного начиння, що залишилось від старої Кутинської церкви. Його зберегли жителі с. Кутин Небожин В. Г., Віднійчук М. М., Мацерук С. Т. 
Цей дзвін був особливим для Кутинської церкви. Його виготовила на власні кошти, пожертвувала громаді поміщиця Любов Головіна. Про це свідчить надпис, викарбуваний на овалі дзвону «Пожертвован сей колокол церкви села Кутин Пинского уезда вдовой гвардии полковника Любовью Сергеевной Головиной, владелицей имения Задолжье 1930 года».

## Населення
За переписом населення 2001 року в селі мешкало 470 осіб.

### Мова
Розподіл населення за рідною мовою за даними перепису 2001 року:
| Мова       | Відсоток |
| ---------- | -------- |
| українська | 99,38 %  |
| російська  | 0,62 %   |